# Ujrzanów
Ujrzanów is een plaats in het Poolse district  Siedlecki, woiwodschap Mazovië. De plaats maakt deel uit van de gemeente Siedlce en telt 762 inwoners.